# ズオンキン区
ズオンキン区（ズオンキンく、ベトナム語：Quận Dương Kinh / 郡陽京）は、ベトナム社会主義共和国のハイフォン市に存在する区 (郡)。面積は48.85 km²、人口は127,362人（2018年）である。

## 行政
ズオンキン区は6の坊を管轄している。
- アインズン（Anh Dũng / 英勇）
- ダーフック（Đa Phúc / 多福）
- ハイタイン（Hải Thành / 海城）
- ホアギア（Hòa Nghĩa / 和義）
- フンダオ（Hưng Đạo / 興道）
- タンタイン（Tân Thành / 新城）